# Paul Helminger
Paul Helminger (Esch-sur-Alzette, 28 de octubre de 1940 - 17 de abril de 2021) fue un político y abogado luxemburgués, que se desempeñó como alcalde de la ciudad de Luxemburgo desde 1999 hasta noviembre de 2011. También fue miembro de la Cámara de Diputados de Luxemburgo por el Partido Demócrata, de 1984 a 1989 y de 1994 a 2012.

## Biografía
Nacido en Esch-sur-Alzette en 1940, se mudó con su familia a Belair, un barrio en el oeste de la ciudad de Luxemburgo, cuando tenía un año. Después de obtener su bachillerato en el Ateneo de Luxemburgo en 1959, pasó a estudiar derecho en la Sorbona de París hasta 1963. Al mismo tiempo, también estudió en el Instituto de Estudios Políticos de París y se licenció en Relaciones Internacionales en 1963. En 1964, terminó su doctorado en jurisprudencia, antes de trasladarse a Estados Unidos para terminar sus estudios en ciencias políticas en la Universidad Stanford.
Helminger comenzó a trabajar en diplomacia para el estado de Luxemburgo en 1966 y representó al país en Londres, Helsinki y Ginebra, hasta 1974, cuando el primer ministro Gaston Thorn lo nombró jefe de gabinete.
En el Ministerio de Werner-Thorn, fue desde 1979 hasta 1984 Secretario de Estado de Relaciones Exteriores, Cooperación al Desarrollo y Economía.
Fue miembro de la Cámara de Diputados de Luxemburgo de 1984 a 1989, y nuevamente de 1994 a 2012.
Desde 1987, también fue miembro del ayuntamiento de la ciudad de Luxemburgo. Se convirtió en concejal en 1991 y alcalde en 1999. El 21 de noviembre de 2011 presidió por última vez el ayuntamiento, retirándose a favor de Xavier Bettel. Helminger recibió una ovación de pie por su excelente labor como alcalde de la ciudad.

## Vida privada
Paul Helminger estaba casado y tenía siete hijos. Fue presidente de la Federación de Tenis de Luxemburgo de 1994 a 2003.
Falleció el 17 de abril de 2021 a la edad de ochenta años.